# Лайв-Ок (округ)
Округ Лайв-Ок (англ. Live Oak county) — округ штата Техас Соединённых Штатов Америки. На 2000 год в нем проживало 12 309 человек. По оценке бюро переписи населения США в 2009 году население округа составляло 11 046 человек. Окружным центром является город Джордж-Уэст.

## История
Округ Лайв-Ок был сформирован в 1856 году. Он назван в честь техасского живого дуба, под которым был подписан указ о создании округа (англ. live oak — живой дуб).

## География
По данным бюро переписи населения США площадь округа Лайв-Ок составляет 2794 км², из которых 2684 км² — суша, а 110 км² — водная поверхность (3,94 %).

### Основные шоссе
- I-37
- US 59
- US 281
- SH 72

### Соседние округа
- Карнс (северо-восток)
- Би (восток)
- Сан-Патришио (юго-восток)
- Джим-Уэлс (юг)
- Дувол (юго-запад)
- Мак-Маллен (запад)
- Атаскоса (северо-запад)